# Віда Єрман
Віда Єрман (нар. 28 травня 1939, Загреб, Королівство Югославія — 10 грудня 2011, Загреб, Хорватія) — югославська та хорватська акторка, широко відома серед театрального середовища мовою есперанто.

## Вибіркова фільмографія
- 1982 — Вибір Софії
- 1987 — Офіцер з розою
- 1993 — Золоті роки